# Història i Llegenda
Història i Llegenda, fou un còmic publicat l'any 1956, per l'editorial Hispano Americana de Ediciones, S. A. Se'n publicaren 28 números, el format era el de quadern de còmic apaïsat, amb la portada a color i l'interior en blanc i negre. La seva peculiaritat és que es publica en català, en un període que estava prohibida la publicació en llengua catalana, per les lleis de la dictadura de Franco. Al còmic, Història i Llegenda, s'hi adaptaven episodis del llibre Les cent llegendes populars, de Joan Amades.

## Història
En uns anys en què el català estava prohibit en tots els àmbits, Història i Llegenda es va publicar per primera vegada, el desembre del 1956. Segons l'historiador Enric Larreula, l'amistat entre l'editor Jorge Parendi i Gabriel Arias Salgado, el ministre d'Informació i Turisme d'aquell moment, va fer possible la publicació d'aquest còmic en català. El compromís entre l'editor i el ministre era que només es posarien a la venda un nombre d'exemplars limitat, i que el contingut d'aquest còmic, des del punt de vista polític, seria absolutament innocu.
Malgrat les limitacions pactades, Felipe Acedo Colunga, governador civil de Barcelona, es va postular en contra de la seva publicació i va plantejar-ne la prohibició. Els arguments eren que, “anaven contra la unitat de la pàtria”. Tal fou la seva oposició que va aconseguir que, en un consell de ministres del govern de Franco, es parlés d'aquest còmic. Això va fer que Gabriel Arias Salgado demanés a Jorge Parendi, editor del còmic, que en parés la publicació. Per no incomodar al ministre, però al mateix temps poder publicar la totalitat dels números que tenia previst de publicar, Jorge Parendi va continuar l'edició des d'una editorial ubicada a Andorra, fora del territori espanyol.

## Autors
- Ripoll G. Pseudònim de Miquel Ripoll i Guadayo. Barcelona (Catalunya), 1919-1988. Dibuixant i Guionista. Algunes de les seves obres són: Águila negra. (Bruguera, 1948), Tiempos Heroicos. (Hispano Americana de Ediciones, S. A. 1956) i Angel Audaz, (Ibero Mundial de Ediciones, 1962) entre d'altres.
- A.Batllori Jofré. Pseudònim d'Antoni Batllori Jofré. Barcelona (Catalunya), 1915-1999. Dibuixant. Algunes de les seves obres són: Ben- Hur. (Hispano Americana de Ediciones,S. A. 1958) i El Tarlà, (A. A. N. 1963) entre d'altres. A Història i Llegenda només dibuixa el núm. 3[2]

## Dades de publicació
Llistat de títols de la col·lecció, el número, el PVP i la data de publicació.
| Numero | Títol                       | Preu   | Data Publicació |
| ------ | --------------------------- | ------ | --------------- |
| 1      | El Tirà Burriac             | 1 Pts. | 15-12-1956      |
| 2      | La Porta Daurada            | 1 Pts. | 1-1-1957        |
| 3      | L'Espasa de Virtud.         | 1 Pts. | 15-1-1957       |
| 4      | El Pont del Diable          | 1 Pts. | 1-2-1957        |
| 5      | La Comtessa Berenguera      | 1 Pts. | 15-2-1957       |
| 6      | El Cavaller Sant Jordi      | 1 Pts. | 1-3-1957        |
| 7      | El Falco del Cap D'Estopa   | 1 Pts. | 15-3-1957       |
| 8      | La Conquesta de Nàpols      | 1 Pts. | 1-4-1957        |
| 9      | El Punyal del Rei en Pere   | 2 Pts. | 15-4-1957       |
| 10     | El Monestir de Ripoll       | 2 Pts. | 1-5-1957        |
| 11     | El Cavaller Negre           | 2 Pts. | 15-5-1957       |
| 12     | Otger Cataló                | 2 Pts. | 1-6-1957        |
| 13     | Girona L'Heroica            | 2 Pts. | 15-7-1957       |
| 14     | Elisenda de Moncada         | 2 Pts. | 1-7-1957        |
| 15     | El Primer Ferrocarril       | 2 Pts. | 15-7-1957       |
| 16     | Desperta Ferro              | 2 Pts. | 1-8-1957        |
| 17     | Moros a la Costa            | 2 Pts. | 15-8-1957       |
| 18     | Aly Bey, el Gran Farsant    | 2 Pts. | 1-9-1957        |
| 19     | Tres Reis D'occident        | 2 Pts. | 15-9-1957       |
| 20     | El Fet D'Armes de Porto Pi  | 2 Pts. | 1-10-1957       |
| 21     | Gala Placida                | 2 Pts. | 15-10-1957      |
| 22     | L'Ermita de Miramar         | 2 Pts. | 1-11-1957       |
| 23     | La Mare de Déu de Monserrat | 2 Pts. | 15-11-1957      |
| 24     | Expedició a Sicília         | 2 Pts. | 1-12-1957       |
| 25     | El Martiri D'eulalia        | 2 Pts. | 15-12-1957      |
| 26     | Munussa i Lampegia          | 2 Pts. | 1-1-1958        |
| 27     | El Rei Caçador              | 2 Pts. | 15-1-1958       |
| 28     | Fra Joan Garí               | 2 Pts. | 1-2-1958        |